# 土庄港
土庄港（とのしょうこう）は、香川県小豆郡土庄町にある、地方港湾。港湾管理者は香川県。また、香川県によって防災機能強化港に指定されている。

## 定期航路

### フェリー

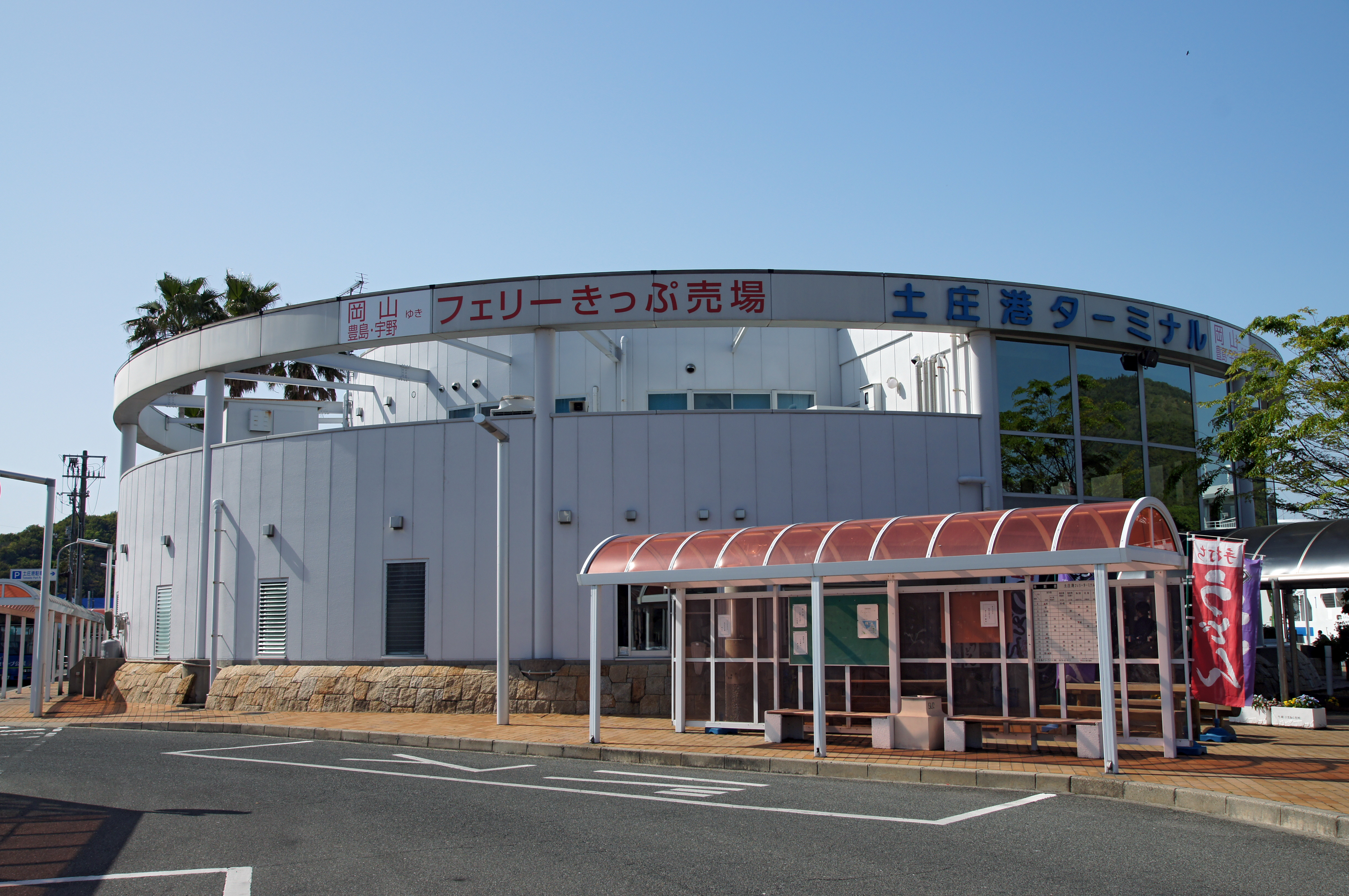
アートノショーターミナル

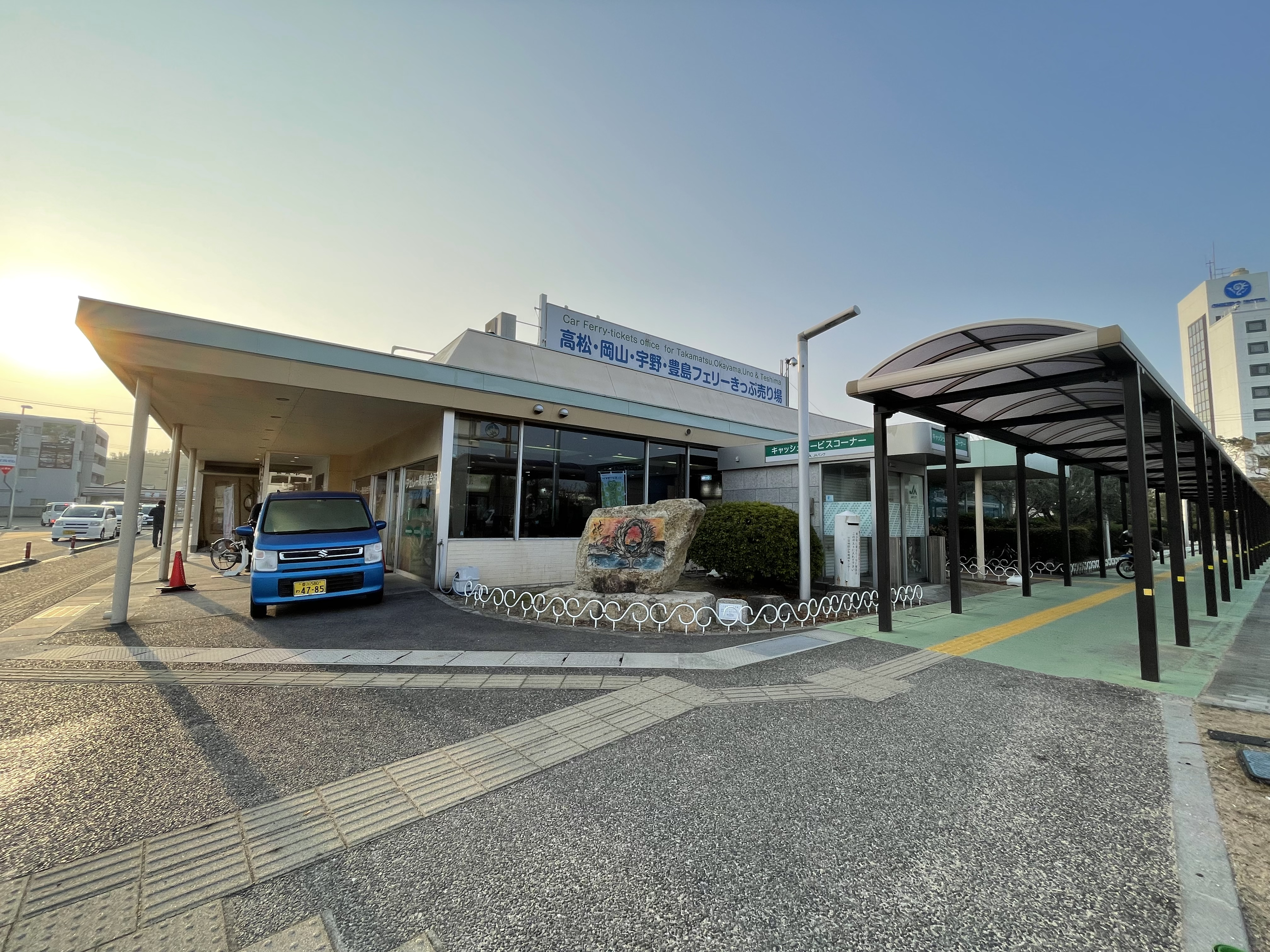
土庄港フェリー切符売り場

- 高松港 - 土庄港（航行時間約60分/小豆島フェリー）

※国道436号の海上区間。(しょうどしま丸)
- 宇野港 - 豊島経由 - 土庄港（宇野 - 土庄間の航行時間約90分/小豆島豊島フェリー）(フェリーてしま)
- 新岡山港 - 土庄港（航行時間約70分/四国フェリー・国際両備フェリー）(第二しょうどしま丸) (おりんぴあ どりーむせと) 予備船(おりんぴあ　どりーむ)

### 高速船

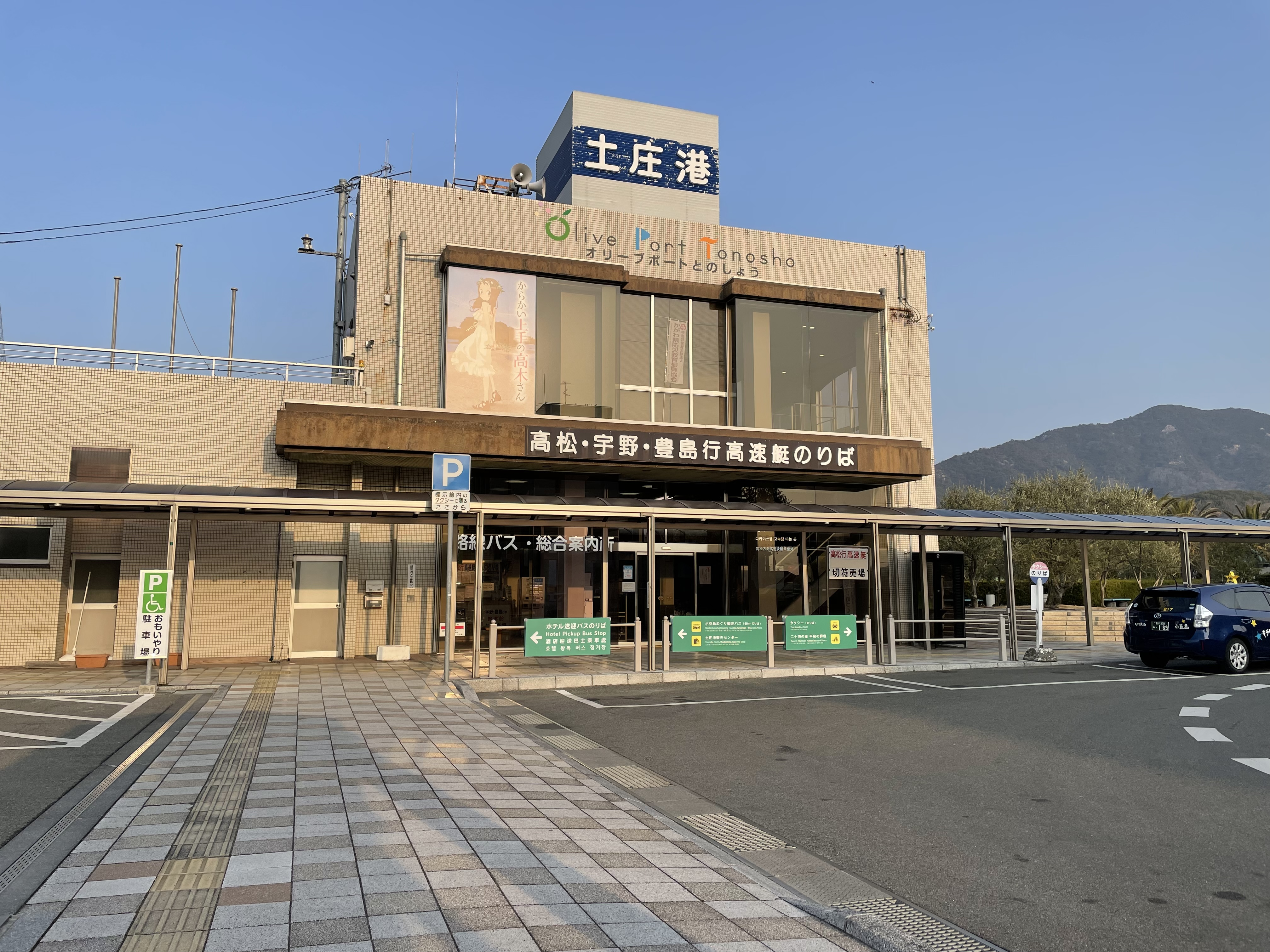
高速艇乗り場ターミナルビル

- 高松港 - 土庄港（航行時間約30分/小豆島フェリー）

※国道436号の海上区間　(スーパーマリン）（オリーブマリン）
- 宇野港 - 豊島 - 土庄港（宇野・土庄の航行時間約60分/小豆島豊島フェリー）（みらい）

## 土庄港を発着する路線バス
小豆島オリーブバスが運行する。
- 中山線（土庄港 - 奥中山 - 小豆島中央高校）
- 坂手線（土庄港 - 池田港 - 草壁港 - 坂手港）
- 田ノ浦映画村線（土庄港 - エンジェルロード - 池田港 - 草壁港 - 坂手港 - 田ノ浦映画村）
- 四海線（土庄港 - 長浜・目島 - 馬越浜）
- 西浦線（土庄港 - 小瀬西 - 土庄港、循環）
- 南廻り福田線（土庄港 - 池田港 - 草壁港 - 福田港）
- 北廻り福田線(2)（土庄港 - 大部港 - 福田港）
  - 北廻り福田線(2)は1往復のみ（土庄港発は早朝1便）のため、大部方面へは田ノ浦映画村線を除く路線に乗車して「オリーブタウン前」停留所で小豆島中央病院から来る北廻り福田線(1)に乗り換えとなる[2][3]。

## 周辺情報
- 平和の群像 : 壺井栄の小説『二十四の瞳』に登場する、大石先生と子どもたちの銅像
- オーキドホテル（徒歩約1分）
- 土渕海峡 : 1996年にギネスブックにも認定された、世界で一番狭い海峡
- 西光寺 - 小豆島八十八箇所札所
  - 小豆島尾崎放哉記念館
- 迷路のまち
- エンジェルロード